# National Film Awards
Les National Film Awards, également appelés National Awards, sont des récompenses cinématographiques en Inde, administré par le Directorate of Film institute appartenant au Gouvernement indien, depuis 1973.  
Ces prix sont décernés chaque année, lors d'une cérémonie en présence du président de l'Inde, et ont la particularité de présenter des catégories pour toutes les régions de l'Inde, et pour les langues majeures du pays.

## Jury et règles
Les National Film Awards sont présentés dans deux catégories principales: les longs métrages et les non-longs métrages (documentaires, courts métrages, etc.).
En opposition aux Filmfare Awards, où le jury est composé de journalistes du The Times Group, les jurys du National Awards sont nommés par la Directorate of Film institute du Gouvernement indien, et sont des personnalités connus et des célébrités du cinéma indien.
Ni le gouvernement, ni la Directorate n'ont d'influence sur les films sélectionnés et sur les récompenses. Il existe des critères stricts quant à savoir si un film est éligible par les groupes de jurés. Plus de 100 films réalisés dans tout le pays sont inscrits dans chaque catégorie.

## Récompenses

### Prix Special
- Prix Dadasaheb Phalke

### Long métrage

#### Golden Lotus Award
Nom officiel : Swarna Kamal
- Meilleur long métrage
- Meilleur réalisateur
- Meilleur film de divertissement
- Meilleur film pour enfant
- Meilleur réalisateur pour un premier film
- Meilleur film animé

#### Silver Lotus Award
Nom officiel : Rajat Kamal
- Meilleur acteur
- Meilleure actrice
- Meilleur acteur dans un second rôle
- Meilleure actrice dans un second rôle
- Meilleur acteur mineur
- Meilleur directeur musical
- Meilleur chanteur en playback
- Meilleur chanteuse en playback
- Meilleur parolier
- Meilleur directeur artistique
- Meilleur chorégraphe
- Meilleur cinéaste
- Prix du jury long métrage

### Autres prix
Cette catégorie récompense les courts-métrages et les documentaires.

#### Golden Lotus Award
Nom officiel : Swarna Kamal
- Meilleur court-métrage
- Meilleur réalisateur de court-métrage

#### Silver Lotus Award
Nom officiel : Rajat Kamal
- Meilleur réalisateur pour un premier court-métrage
- Meilleur cinéaste court-métrage
- Prix du jury court-métrage